# Alfaquí
Alfaquí (de l'àrab الفقيه, al-faqīh, literalment ‘jurisconsult’, plural فقهاء, fuqahāʾ) és, entre els musulmans, un expert en jurisprudència islàmica (fiqh). A l'edat mitjana i als regnes cristians ibèrics, era el guia espiritual d'una aljama sarraïna o mudèjar, encarregat específicament de l'ensenyament religiós.
En el seu sentit general, el mot àrab significa ‘savi’, ‘aquell que té coneixement (fiqh) d'alguna cosa’. A mesura que fiqh va anar restringint el seu significat a la ciència de la llei religiosa o xaria, «alfaquí» va esdevenir el terme tècnic per referir-se a l'especialista en dret islàmic.
Abans d'aquest ús genèric com a jurisconsult, en el període de formació del dret islàmic i com a terme oposat a àlim, terme que, com alfaquí, també es pot traduir per jurisconsult o savi en dret, alfaquí definia el jurista especulatiu —que interpretava i definia nou dret— en oposició a l'àlim, que era un jurista especialitzat en els elements tradicionals de la llei religiosa —elements que, pel seu caràcter consuetudinari, no requerien l'especulació.

## Mújtahid
Aquests primers alfaquins dels primers temps de l'islam, anomenats mújtahids, ‘que s'esforcen’, ‘que practiquen l'ijtihad’, resolien segons el seu criteri particular les qüestions del dret basant-se en les quatre fonts de la jurisprudència islàmica —l'Alcorà, la sunna, l'ijmà i el qiyàs—, és a dir, aplicant, si ho creien necessari, el raonament intel·lectual, allà on les dues primeres i principals fonts, l'Alcorà i la sunna, no donaven una resposta satisfactòria.

## Clausura de l'ijtihad
Amb la consolidació de les quatre escoles jurisprudencials sunnites, els alfaquins deixaren «d'esforçar-se» i quedaren reduïts a la condició de repetidors del dret contingut a les principals obres de referència de cada escola. D'aquesta dinàmica en quedaren exclosos els alfaquins xiïtes, que mai han deixat «d'esforçar-se», de practicar l'ijtihad, per tal d'actualitzar el dret. Solament modernament, alguns alfaquins sunnites, inspirats pel reformisme islàmic liderat per Muhàmmad Àbduh, han reobert l'ijtihad o esforç per tal d'adequar el dret a la realitat islàmica canviant.

## Altres significats i denominacions
A més del significat principal de jurisconsult, el mot àrab al-faqih en algunes regions ha servit per anomenar al mestre d'una kuttab o escola alcorànica «bàsica», així com un recitador professional de l'Alcorà. Entre algunes comunitats sarraïnes de la Corona d'Aragó i del regne de Castella, l'imam de la mesquita era anomenat alfaquí, tot i que també eren comuns altres noms com el de sabasala.
Finalment, vinculat a l'àrab al-faqih i, de vegades, com a sinònim d'alfaquí-jurisconsult, existeixen el terme mutafàqqih, «un estudiant de dret», així com una persona amb amplis coneixements de dret i un alt grau de competència jurisprudencial és anomenada mújtahid —com els primers grans juristes «innovadors».